# Igreja Evangélica Luterana Tâmil
A Igreja Evangélica Luterana Tâmil (em inglês: Tamil Evangelical Lutheran Church ou TELC) é uma das mais antigas igrejas protestantes da Índia e uma das maiores congregações luteranas da Ásia.[carece de fontes?] Os seus fiéis estão concentrados maioritariamente  nos estados de Tâmil Nadu e em partes dos estados de Carnataca, Andra Pradexe e Querala e nos territórios de Puducherry e das ilhas Andamão e Nicobar.

## Bispos de Tranquebar
- 1921-1926 Ernst Heuman
- 1927-1934 David Bexell
- 1934-1956 Johannes Sandegren
- 1956-1967 Rajah Bushanam Manikam
- 1967-1972 Carl Gustav Diehl
- 1972-1975 A.J. Satyanadhan
- 1975-1978 L. Easter Ray
- 1978-1993 Jayseelan Jacob
- 1993-1999 Johnson Gnanabaranam
- 1999-2009 Thaveethu Aruldoss
- 2009-2014 H.A. Martin
- 2014 Edwin Jayakumar